# ريال مغربي
سك الصنف الأول من الريال المغربي عام 1299هـ / 1881م في عهد السلطان الحسن الأول بنقود فرعية تبلغ نصف الريال وربعه وعشره ونصف عشره، و«الدرهم الحسني» كان يساوي العشر الواحد من الريال. كان القصد من رفع وزن الريال المغربي بالنسبة للريال الإسباني الفضي كي ينافسه بسهولة وأن تستعيد العملة المغربية ما كان لها من ثقل ونفوذ بين العملات الأجنبية ولكن الوضع السياسي المتردي في المغرب جعل الريالين يروجان في مستوى واحد قبل أن يتفوق الريال الأجنبي على العملة الوطنية فكثرت المضاربات وبيع الريال المغربي بأبخس الأثمان ليذوب ويسك من جديد في إسبانيا قبل أن يعود إلى المغرب وقد خفف وزنه ببضعة من الغرامات وهنا اضطر الصدر الأعظم با حماد، الذي كان وصيا على العرش في عهد المولى عبد العزيز، إلى التفكير في وسيلة إصلاح هذا الحال فتم خفض وزن الريال المغربي إلى 25 غرام على نسق الوحدة التي كانت أساس العملة اللاتينية بين دول البحر الأبيض المتوسط فظهر الريال العزيزي بفلوسه الفرعية التي سكت بباريس وبرلين وبيرمنغهام وهنا سيطرت الدسائس الاستعمارية على الوضع الاقتصادي في المغرب الذي ازداد انهيارا بالاتفاقات السرية التي أبرمت بين الدول الاستعمارية لتقسيم شمال أفريقيا وفي ضمنها مصر ومع ذلك ظل الريال الحسني رائجا إبان الحماية إلى أن ألغي ليقوم مقامه الفرنك الفرنسي بعد فترة قصيرة ظهر فيها عام 1920م الريال اليوسفي وموزونات النحاس فبلغ عدد النقود المسكوكة بين عهدي الحسن الأول والمولى يوسف سبعة وثمانين. وتم سحب عملة «الريال الحسني» الفضية من التداول وإحداث الفرنك المغربي سنة 1921.

## تاريخ
بعد وفاة المولى إسماعيل أصبحت التجارة المغربية ضحية لتهالك العملات الأجنبية على المراسي المغربية وخصوصا منها الريال الإسباني والدينار الفرنسي (écu) الذين ما لبثا أن غمرا السوق في طليعة عملات المبادلة المغربية.
في عهد محمد بن عبد الله تعددت النقود وتوافرت معامل سك العملة فاتجه نحو تقليص النقود الأجنبية الرائجة في المغرب وذلك بتقويم جديد للنقد الذهبي وتعزيز عملة البندقي دون المساس بالموزونة الذهبية ولكنه أعاد للدرهم الفضي وزنه الشرعي (وهو 2,93 غرام) أي ما يقارب ثلاثة غرامات و (المثقال) الذي أصبح يساوي نصف البندقي غير أن الرواج لم ينتعش لأن الأثرياء عمدوا إلى خزن الذهب والفضة نظرا لقيمتهما فاضطر السلطان إلى توفير كميات المسكوكات استعانة بمعامل السك في مدريد ولكنه عاد إلى الاقتصار على السك المحلي لمواجهة تيار المبادلات الخارجية المتصاعدة لثقل وطأة الريال الأسباني على اقتصاديات البلاد.
بدأ الاستقرار السياسي الذي عرفه المغرب في عهد المولى محمد بن عبد الله بالتقلص بسبب اضطرابات جرفت بمختلف القبائل التي شجعها تناحر أبنائه على العرش على التمرد ضد السلطة المخزنية فاضطر المولى سليمان خلال نحو ثلاثين سنة من قبضه على زمام الأمر إلى بذل جهد كبير لإقرار الأمن وتطوير التجارة والمبادلات فسك صنفا جديدا من (البندقي) مع درهم أقل وزنا وظل معدن الذهب والفضة المسكوك مخزونا في الصناديق الخاصة ولم تكن تروج في الأسواق سوى الفلوس غير المسكوكة.

### الريال الحسني
اصطدم المولى محمد الرابع بعراقيل مختلفة داخلا وخارجا فتت في عضده لا سيما بعد حرب تطوان 1860 التي لم تنفرج بانسحاب الإسبان منها إلا بعد الالتزام بما سمي آنذاك بنفقات الحرب قدرها مائة مليون بسيطة اضطر السلطان معها إلى الاقتراض من إنجلترا وإفراغ بيت المال لمواجهة أطماع الأسبان فكان في ذلك انهيار محقق لاقتصاديات المغرب الذي كف عن سك النقود عدا فلوس النحاس التي ظلت نحوا من عشرين سنة هي عملة المبادلات الوحيدة. وقام بعده الحسن الأول بتغيير العملة وخلق الريال الحسني أكثر وزنا من الريال الأسباني فكان وزن هذا الأخير 27 غراما بينما بلغ وزن المثقال المغربي 29,11 غراما. فعرف المغرب في عهد الحسن الأول بتحول جدري في عملته، وأصبح الريال الحسني هو العملة الرسمية للدولة.
وقد سك الصنف الأول من الريال المغربي بباريس عام 1299 هـ، وانتهى بذلك النظام النقدي القديم الذي كان مبنيا حتى ذلك الحين على المقاييس والأوزان الشرعية. أما الإصلاح الجديد فقد تم على النمط الإسباني– الذي ينتمي للاتحاد الالتيني - ذلك أن السلطان الحسن أخذ في الحسبان عملة "البسيطة"، ومنها جاء اسم العملة الجديدة، البسيطة الحسنية، وهي عملة فضية ضُربت على أساس «الدورو» الإسباني، وتزن 116,29 غرام، بخالف «الدورو» أو «الريال» الذي يزن 25 غرام.
اكتسب هذا النشاط تواجد مناجم الفضة والنحاس بإقليم تارودانت، وأدى هذا التواجد إلى تزوير الريال الفضي الحسني، وخاصة من طرف قاضي المدينة المسمى «الكطيوي»، وأدى ارتفاع قيمة الريال الحسني إلى التغني به والرقص على البيت الشعبي المشهور:«هنا طاح الريال... هنا لعبو عليه...».
كان الريال الحسني يتكون من 1 بساسيط، كالدورو الإسباني، غير أن البسيطة الحسنية لم تكن موجودة، فقد كانت مجرد عملة حسابية فقط. هذه المحاولة الإصلاحية فشلت تماما، إذ أصبحت البسيطة الحسنية مماثلة للإسبانية، أي تعُطى لها نفس القيمة، رغم أن وزنها كان أعلى من الإسبانية.

### الريال العزيزي
بسبب الأزمة النقدية وكلفة المعدن أدتا إلى اكتناز الريال الحسني والمضاربة بفارق وزنه٬ مما دفع بالمولى عبد العزيز إلى تخفيض وزنه على غرار عملة الاتحاد اللاتيني ليصل بذلك إلى 25 غراما. حيث كان الريال يساوي عام 1849م 13 درهما ونصف درهم و1,296 فلسا وفي عام 1899م صار الريال يعادل عشرين قرشا و3,120 من الفلوس. وأضاف المولى عبد العزيز إلى الريال أربعة نقود من البرونز.
محاولة الإصلاح العزيزية التي نقصت من وزن الحسني الذي أصبح مساويا للريال الإسباني، أي 25 غرام، عوض 29؛ فبدورها انخفضت على غرار سابقتها. وقد
ُقُدر انهيار العملة المغربية سنة 1902 حوالي 32 ٪.
قام البنك المخزني المغربي المحدث سنة 1907 بموجب ميثاق الجزيرة الخضراء٬ بإصدار أول ورقة بنكية سنة 1910 من فئة 20 ريالا مخزنيا وورقة بنكية أخرى من فئة أربع ريالات سنة 1917. إلا أن هذه العملات لم تلق رواجا كبيرا وذلك لتخوف المغاربة من التعامل لأول مرة بعملات ورقية وكذا قلة العدد المطروح للتداول إضافة إلى أثر اندلاع الحرب الذي تسبب في السحب الكبير للودائع البنكية.
وبسبب الأزمة النقدية لسنة 1914 الناجمة عن ندرة معدن الفضة٬ اضطر المغرب إلى التخلي عن نظام سعر الصرف الإجباري بين الريال الحسني والفرنك الفرنسي. وفي السنة الموالية٬ قرر البنك المخزني المغربي سحب الريال الحسني من التداول وإحداث الفرنك المغربي في ديسمبر 1921 كعملة وطنية جديدة. وكانت عملية ضمان تكافئه تتم عبر «حساب العمليات». وتم تداول أولى الأوراق البنكية من فئة الفرنك ابتداء من 15 نوفمبر سنة 1920 بقيم 5 و20 و50 و100 فرنك متبوعة بإصدارات أخرى إلى حدود سنة 1959 ٬ تاريخ إحداث الدرهم كعملة وطنية للمغرب المستقل.

## وصلات خارجية
- نص إجابة عن فتوى فقهية متعلقة بالبحث عن مقدار الدينار للشيخ أحمد سكيرج.